# Michal Gašparík (ur. 1981)
Michal Gašparík (wym. [ˈmɪxal ˈgaʃpariːk]; ur. 19 grudnia 1981 w Trnawie) – słowacki trener piłkarski oraz piłkarz występujący na pozycji lewego pomocnika. Od 6 czerwca 2025 pełni funkcję pierwszego trenera Górnika Zabrze.